# Thorbjörn Fälldin
Nils Olof Thorbjörn Fälldin (Högsjö, 24 april 1926 – Ramvik, 23 juli 2016) was een Zweedse politicus. Gedurende de jaren 70 en aan het begin van de jaren 80 was hij twee keer premier in Zweden. Hij werd de eerste niet-sociaaldemocratische premier sinds de jaren 30. Van 1971 tot 1985 was hij tevens leider van zijn partij, het destijds agrarische Centerpartiet (C). 
In 1956 nam hij samen met zijn vrouw een klein landbouwbedrijfje over. De autoriteiten weigerden echter om hem de nodige subsidies ter beschikking te stellen. Zijn strijd tegen de autoriteiten leidde hem naar de jeugdbeweging van het toenmalige Bondeförbundet (Bf), dat sinds de naamswijziging in 1958 bekendstaat als Centerpartiet ("Centrumpartij"). In datzelfde jaar werd Fälldin verkozen in de Zweedse Rijksdag. In 1971 volgde hij Gunnar Hedlund op als partijvoorzitter.
In 1973 probeerde hij een fusie aan te gaan met het liberale Folkpartiet (FP), maar hij stuitte op tegenstand binnen zijn eigen partij. Drie jaar later, bij de parlementsverkiezingen van 1976, verloor het linkse blok zijn meerderheid en konden de drie oppositiepartijen – Centerpartiet, Folkpartiet en Moderaterna (M) – een niet-socialistische regering vormen. Als leider van de grootste partij in de coalitie werd Fälldin eerste minister. De successen die Centerpartiet kende, waren onder meer te danken aan het verzet van de partij tegen kernenergie. Het debat daarover bracht na twee jaar Fälldins regering ten val. Er kwam een interim-regering onder leiding van Ola Ullsten (FP) tot de verkiezingen van 1979.
Bij die verkiezingen slaagden de drie centrumrechtse partijen erin hun meerderheid te behouden. De niet-socialistische coalitie werd voortgezet met Fälldin als premier. In 1981 ontstond onenigheid met de liberaal-conservatieve Moderaterna over de te volgen belastingpolitiek. Fälldin was genoodzaakt om het ontslag van zijn regering in te dienen. Er kwam een derde regering Fälldin, die alleen maar uit Centerpartiet en Folkpartiet bestond, en die door Moderaterna gedoogsteun kreeg. In 1982 kregen de Socialdemokraterna (S) opnieuw de meerderheid in het parlement en moest Fälldin aftreden. Hij werd opgevolgd door Olof Palme (S), die al in de vroeger jaren 70 als premier had gediend.
In 1985 zette Fälldin een stap terug als leider van Centerpartiet. Hij keerde terug naar zijn landbouwbedrijf. Gedurende zijn carrière in de nationale politiek woonde hij een kleine woning in het centrum van Stockholm, terwijl zijn familie het landbouwbedrijf draaiende hield.
Hij overleed in juli 2016 op 90-jarige leeftijd. 
- Gemeinsame Normdatei: 119085038
- International Standard Name Identifier: 0000 0000 8155 3694
- Library of Congress Control Number: n92058065
- Nederlandse Thesaurus van Auteursnamen: 073867241
- LIBRIS: 187723
- Système universitaire de documentation: 057661847
- Virtual International Authority File: 74655528
- WorldCat: E39PBJtX89gPRgqx9848G7FFrq